# Pável Pardo
Pour les articles homonymes, voir Pardo.
Pável Pardo Segura, né le 26 juillet 1976 à Guadalajara (Mexique), est un footballeur international mexicain.
Milieu de terrain défensif de l'équipe du Mexique, il a été transféré après le Mondial 2006 du Club América au VfB Stuttgart.

## Carrière

### En club
- 1993-1998 : CF Atlas -  Mexique
- 1998-1999 : UAG Tecos -  Mexique
- 1999-2006 : Club América -  Mexique
- 2006-déc. 2008 : VfB Stuttgart -  Allemagne
- déc. 2008-2011 : Club América -  Mexique
- 2011-2012 : Chicago Fire -  États-Unis

### En équipe nationale
Il a fait ses débuts internationaux en juin 1996 contre l'équipe des États-Unis.
Pardo participe à la coupe du monde 2006 avec l'équipe du Mexique, il avait aussi disputé celle de 1998.
Ses coups francs et ses passes millimétrées sont d'une grande aide pour l'équipe mexicaine où il occupe un rôle important.

## Palmarès
- Champion d'Allemagne en 2007 avec le VfB Stuttgart
- 148 sélections avec l'équipe du Mexique (11 buts)
- Participation aux Coupes du monde 1998 et 2006
- Vainqueur de la Concacaf Gold Cup en 1998 et 2003
- Vainqueur de la Coupe des champions Concacaf en 2006, finaliste en 2007
- Vainqueur de la Coupe des confédérations en 1999